# KYPCK
I KYPCK sono un gruppo doom metal finlandese.

## Il gruppo
I KYPCK si formano nel 2007 grazie a Sami Lopakka e K. H. M. Hiilesmaa. I testi della band sono completamente in russo. Non a caso il gruppo si definisce "Fast Russian Doom Metal From Finland". Il cantante Erkki Seppänen parla fluentemente russo in quanto ha lavorato nell'ambasciata a Mosca. I titoli delle canzoni ed i testi sono pubblicati in cirillico e tradotti in inglese.
Il gruppo ha pubblicato quattro album: Черно (Cherno) nel 2008, Ниже (Nizhe) nel 2011, Имена на стене (Imena na Stene) nel 2014 e Зеро (Zero) nel 2016.

## Il nome
KYPCK (o Kypck) è un'imitazione del cirillico Курск, che con caratteri occidentali diventa Kursk, città russa. La stessa band si raccomanda di scrivere KYPCK ma pronunciare Kursk.

## Formazione
- Erkki Seppänen - voce
- Sami Lopakka - chitarra
- J. T. Ylä-Rautio - basso a 1 corda
- K. H. M. Hiilesmaa - batteria

## Discografia

### Album studio
- 2008 - Черно (Cherno)
- 2011 - Ниже (Nizhe)
- 2014 - Имена на стене (Imena na Stene)
- 2016 - Зеро (Zero)

### Singoli
- 2008 - 1917
- 2014 - Imya na Stene
- 2016 - All About Us (t.A.T.u. cover)